# Diglossinae
Diglossinae (Квіткоколні) — підродина горобцеподібних птахів родини саякових (Thraupidae), що включає 14 родів і 65 видів. Представники цієї підродини поширені від південної Мексики через Центральну і Південну Америку до миса Горн і Фолклендських островів. Чотири види також мешкають на островах архіпелагу Тристан-да-Кунья у південній частині Атлантичного океану. Найбільше різноманіття квіткоколних спостерігається на високогір'ях Анд. За поодинокими виключеннями, вони майже не зустрічаються в Амазонії.

## Опис
Деяких видів з підродини квіткоколних історично відносили до саякових (Oreomanes і Diglossa), деяких відносили до піснярових (Conirostrum) або до вівсянкових (решта родів). Морфологія дзьоба і харчова поведінка квіткоколних є різноманітною, навіть всередині родини саякових. Підродина включає птахів, які живляться нектаром (Diglossa), насінням (Nesospiza, Sicalis, Catamenia, Haplospiza), комахами та іншими безхребетними (Conirostrum), спеціалізовані на комахах, яких шукають під корою (Conirostrum binghami), на Бамбукові (Acanthidops), на попелицях (Xenodacnis), на пошуку здобичі серед каміння і валунів (Idiopsar). Хоча деякі види зустрічаються в низовинах, близько 40% представників підродини живуть переважно на висоті понад 900 м над рівнем моря, а 75% видів — зустрічаються на висоті понад 2500 м над рівнем моря.

## Таксономія
Підродина квіткоколних є однією з найбільших і морфологічно різноманітних клад всередині родини саякових. Вони були визнані окремою кладою за результатами ґрунтовного молекулярно-філогенетичного дослідження 2014 року. Подальше дослідження показало, що білокрила діука, яку раніше відносили до роду Діука (Diuca), є споріднена з представниками роду Idiopsar; що велика танагра, яку раніше відолиди до монотипового роду Oreomanes, є споріднена з тамаруго (Conirostrum) і що рід Вівсянчик (Phrygilus) є поліфілітичним. За результатами цього дослідження 8 з 11 видів, яких раніше відносили до цього роду, були переведені до 3 різних груп всередині клади: 4 залишился в цьому роді, 2 були переведені до відновленого роду Geospizopsis, і ще 2 були переведені до розширеного роду Idiopsar. 

## Роди
- Тамаруго (Conirostrum) — 11 видів
- Посвірж (Sicalis) — 13 видів
- Вівсянчик (Phrygilus) — 4 види
- Тристанка (Nesospiza) — 3 види
- Гузька вівсянка (Rowettia) — 1 вид (рід монотиповий)
- Магеланник (Melanodera) — 2 види
- Geospizopsis — 2 види
- Шиферка (Haplospiza) — 2 види
- Гостродзьоба вівсянка (Acanthidops) — 1 вид (рід монотиповий)
- Перуанський цукрист (Xenodacnis) — 1 вид (рід монотиповий)
- Короткохвоста діука (Idiopsar) — 4 види
- Насіннєїд (Catamenia) — 3 види
- Квіткокол (Diglossa) — 18 видів